# Groutiella subgoniorrhyncha
Groutiella subgoniorrhyncha là một loài Rêu trong họ Orthotrichaceae. Loài này được (Broth.) Wijk & Margad. mô tả khoa học đầu tiên năm 1960.